# Jayeshi Uththara
M. H. Jayeshi Uththara (singhalesisch ජයේෂි උත්තරා, * 16. März 2004) ist eine sri-lankische Sprinterin, die sich auf den 400-Meter-Lauf spezialisiert hat.

## Sportliche Laufbahn
Erste Erfahrungen bei internationalen Meisterschaften sammelte Jayeshi Uththara im Jahr 2023, als sie bei den U20-Asienmeisterschaften in Yecheon in 55,52 s die Bronzemedaille im 400-Meter-Lauf gewann und mit der sri-lankischen Mixed-Staffel über 4-mal 400 Meter in 3:25,41 min die Goldmedaille gewann. Im Oktober nahm sie mit der Staffel an den Asienspielen in Hangzhou teil und gewann dort in 3:30,88 min gemeinsam mit Nadeesha Ramanayake, Lakshima Mendis und Tharushi Karunarathna die Bronzemedaille hinter den Teams aus Bahrain und Indien. 2025 belegte sie mit der Staffel bei den Hallenweltmeisterschaften in Nanjing in 3:40,62 min den fünften Platz und Ende Mai gewann sie bei den Asienmeisterschaften in Gumi in 3:36,67 min gemeinsam mit Nadeesha Ramanayake, Lakshima Mendis und Harshani Fernando die Bronzemedaille hinter den Teams aus Indien und Vietnam.
2023 wurde Uththara sri-lankische Meisterin im 400-Meter-Lauf sowie in der 4-mal-400-Meter-Staffel sowie in der Mixed-Staffel.

## Persönliche Bestzeiten
- 200 Meter: 24,76 s (−2,0 m/s), 25. August 2023 in Colombo
- 400 Meter: 53,74 s, 8. März 2025 in Diyagama